# شوت ۵۳۱۲
سیارک ۵۳۱۲ (به انگلیسی: 5312 Schott، نامگذاری:1981VP2) پنج هزار و سیصد و دوازدهمین سیارک کشف شده‌است که در ۳ نوامبر ۱۹۸۱ کشف شد.
قدر مطلق سیارک برابر ۱۳٫۳۰ است.